# Радио «Эра»
Радио «Эра-FM» (укр. Радіо Ера-FM) — первая украинская негосударственная радиостанция информационно-политического направления, которая действовала с 12 июля 2002 года по 12 марта 2018 года.
С 12 марта 2018 года на частотах радиостанции начало трансляцию «Радио НВ».

## Основные направления
Основными направлениями были — новости, аналитические и тематические программы, немного музыки. Также станция транслировала информационные программы «Польского радио для заграницы», украинской службы «Радио Свобода», Радио «Голос России». В прошлом «Эра-FM» ретранслировала программы украинской службы «Би-би-си».
Радио «Эра» была первой на Украине разговорной радиостанцией.
Дата создания радио «Эра» — 12 июля 2002 года.
Девиз радио «Эра»: «В ритме жизни!» (укр. В ритмі життя!)
Основатель и почётный президент «Эра-Медиа» — народный депутат Андрей Деркач.
Почётный президент радиостанции — Игорь Лоташевский.
В сентябре 2017 года ТРК «Радио-Эра» была куплена инвестиционной компанией «Dragon Capital».

## Города вещания Радио «ЭРА-FM»
| Город              | Частота   |
| ------------------ | --------- |
| Киев               | 96,0 МГц  |
| Бердянск           | 103,8 МГц |
| Винница            | 107,8 МГц |
| Володарка          | 103,5 МГц |
| Днепр              | 91,4 МГц  |
| Донецк             | 99,0 МГц  |
| Дрогобыч           | 105,0 МГц |
| Житомир            | 103,9 МГц |
| Запорожье          | 102,7 МГц |
| Звенигородка       | 102,7 МГц |
| Ивано-Франковск    | 107,8 МГц |
| Каменец-Подольский | 104,3 МГц |
| Конотоп            | 100,7 МГц |
| Краматорск         | 101,0 МГц |
| Кременчуг          | 106,6 МГц |
| Кривой Рог         | 107,4 МГц |
| Кропивницкий       | 104,6 МГц |
| Лисичанск          | 102,0 МГц |
| Лубны              | 99,3 МГц  |
| Луганск            | 107,3 МГц |
| Луцк               | 91,5 МГц  |

| Город       | Частота   |
| ----------- | --------- |
| Львов       | 88,6 МГц  |
| Мариуполь   | 103,6 МГц |
| Мелитополь  | 101,2 МГц |
| Николаев    | 107,8 МГц |
| Никополь    | 98,9 МГц  |
| Одесса      | 87,9 МГц  |
| Подольск    | 92,4 МГц  |
| Пологи      | 107,8 МГц |
| Полтава     | 103,4 МГц |
| Ровно       | 105,1 МГц |
| Ромны       | 102,9 МГц |
| Сумы        | 90,9 МГц  |
| Тернополь   | 107,4 МГц |
| Ужгород     | 104,1 МГц |
| Харьков     | 107,0 МГц |
| Херсон      | 103,7 МГц |
| Хмельницкий | 100,6 МГц |
| Черкасы     | 103,3 МГц |
| Чернигов    | 103,5 МГц |
| Черновцы    | 103,6 МГц |
| Шостка      | 101,9 МГц |